# Zen-Noh
Zen-Noh (全農, Zen'nō) est une fédération de coopératives agricoles japonaises, produisant notamment du fourrage. Elle a été créée en 1972. En 2004, elle rassemblait 1 173 coopératives.